# Hellscheitel-Baumschlüpfer
Die Hellscheitel-Baumschlüpfer (Cranioleuca albiceps) ist eine Vogelart aus der Familie der Töpfervögel (Furnariidae). Diese Art hat ein großes Verbreitungsgebiet, das sich auf die Länder Peru und Bolivien beschränkt. Der Bestand wird von der IUCN als nicht gefährdet (Least Concern) eingeschätzt.

## Merkmale
Der Hellscheitel-Baumschlüpfer erreicht eine Körperlänge von etwa 14 Zentimetern. Der Rücken, die Flügel und der Schwanz sind rotbraun bis kastanienfarben. Die Krone ist von einem schwarzen Band umrandet. Die weiße Krone und das Kinn können bis zu einem ausgewaschenen Gelbbraun variieren. Am Nacken wechselt die Farbe des Gefieders ins Olivgraue. Der dunkelgraue Bereich der Unterwangen ist unter den Augen am hellsten. Die Kopfseiten ziert eine Mischung aus verschiedenen Grautönen und Schwarz. Die Nackenseiten sowie die Unterseite sind dunkel olivgrau mit gelegentlichen gelbbraunen Federn.

## Verbreitung und Lebensraum

Verbreitungsgebiet des Hellscheitel-Baumschlüpfers (grün)

Sie bewegen sich in den unteren bis mittleren Stratifikationsschichten von offenen Nebelwäldern in Höhen von 2200 bis zu 3400 Meter. Außerdem findet man sie in Bambus- und Sekundärvegetation.

## Verhalten
Die Vögel sind alleine oder in Gruppen bis zu 3 Tieren, oft auch mit anderen Vogelscharen zusammen, unterwegs. Sie hangeln sich durch das Innere von dichtem Gestrüpp, erklettern spechtähnlich Baumstämme und springen auf den Zweigen herum. Auf der Suche nach Futter untersuchen sie Moose, Bromelien, abgestorbene Blätter und Baumrinden. Ihr Gesang ist eine anhaltende Serie lauter hoher Töne, die sie 2- bis 3-mal wiederholen und die sich wie ein weeweewee- weeweewee anhören.

## Unterarten
Es sind zwei Unterarten beschrieben, die sich vor allem in ihrer Färbung und ihrem Verbreitungsgebiet unterscheiden:
- Cranioleuca albiceps albiceps (d’Orbigny & Lafresnaye, 1837) – Die Nominatform kommt vom Südosten der Region Puno in Valcón[1] in Peru bis ins Departamento La Paz in Bolivien vor.
- Cranioleuca albiceps discolor Zimmer, JT, 1939.[2] Die Subspezies ist in den Departamentos Cochabamba bis Santa Cruz verbreitet. Sie unterscheidet sich durch die orange-gelbbraune Krone. Diese Farbe zieht auch über den Nacken.

## Etymologie
d’Orbigny und Lafresnaye nannten das Taxon Synallaxis albiceps. Erst später wurde der Vogel in der Gattung Cranioleuca kategorisiert. Das Wort Cranioleuca setzt sich aus cranium vom griechischen kranion für der Schädel und dem griechischen leucos für hell, weiß zusammen. Das Artepitheton albiceps kommt aus dem Lateinischen und setzt sich aus den Worten albus für weiß und -ceps für -köpfig (von caput der Kopf) zusammen. Der Unterartname discolor setzt sich aus den lateinischen Worten dis- für auseinander und color die Farbe zusammen und beschreibt die Andersfarbigkeit der Krone und des Nackens dieser Unterart.